# Furci Siculo
Furci Siculo là một đô thị ở tỉnh Messina trong vùng Sicilia của Italia, có vị trí cách khoảng 180 km về phía đông của Palermo và vào khoảng 30 km về phía tây nam của Messina. Tại thời điểm ngày 31 tháng 12 năm 2004, đô thị này có dân số 3.287 người và diện tích là 17,9 km².
Đô thị Furci Siculo có các frazioni (các đơn vị cấp dưới, chủ yếu là các làng) Grotte, Calcare, và Artale.
Furci Siculo giáp các đô thị: Casalvecchio Siculo, Pagliara, Roccalumera, Santa Lucia del Mela, Santa Teresa di Riva, Savoca.